# Amphoe Sang Khom
Amphoe Sang Khom (Thai: อำเภอ สร้างคอม) ist ein Landkreis (Amphoe – Verwaltungs-Distrikt) im Norden der Provinz Udon Thani. Die Provinz Udon Thani liegt im Isan, der Nordostregion von Thailand.

## Geographie
Benachbarte Landkreise (von Südosten im Uhrzeigersinn): die Amphoe Ban Dung und Phen in der Provinz Udon Thani sowie Amphoe Phon Phisai der Provinz Nong Khai.

## Geschichte
Sang Khom wurde am 15. Mai 1075 zunächst als Unterbezirk (King Amphoe) eingerichtet, indem die drei Tambon Sang Khom, Ban Yuat und Chiang Da vom Amphoe Phen abgetrennt wurden.
Am 21. Mai 1990 wurde er zum Amphoe heraufgestuft.

## Verwaltungseinheiten

### Provinzverwaltung
Amphoe Sang Khom ist in sechs Gemeinden (Tambon) unterteilt, die wiederum in 53 Dorfgemeinschaften (Muban) eingeteilt sind.
| Nr. | Name Tambon  | Thai     | Muban | Einw. |
| --- | ------------ | -------- | ----- | ----- |
| 1.  | Sang Khom    | สร้างคอม  | 13    | 7.457 |
| 2.  | Chiang Da    | เชียงดา   | 08    | 3.445 |
| 3.  | Ban Yuat     | บ้านยวด   | 06    | 4.141 |
| 4.  | Ban Khok     | บ้านโคก   | 11    | 7.363 |
| 5.  | Na Sa-at     | นาสะอาด  | 08    | 2.320 |
| 6.  | Ban Hin Ngom | บ้านหินโงม | 07    | 4.038 |

### Lokalverwaltung
Es gibt drei Kleinstädte (Thesaban Tambon) im Landkreis:
- Sang Khom (เทศบาลตำบลสร้างคอม), bestehend aus dem gesamten Tambon Sang Khom,
- Ban Yuat (เทศบาลตำบลบ้านยวด), bestehend aus dem gesamten Tambon Ban Yuat,
- Ban Khok (เทศบาลตำบลบ้านโคก), bestehend aus dem gesamten Tambon Ban Khok.

Es gibt außerdem drei „Tambon Administrative Organizations“ (TAO, องค์การบริหารส่วนตำบล – Verwaltungs-Organisationen) für die Tambon im Landkreis, die zu keiner Stadt gehören.